# Лосев, Иван Платонович
Ива́н Плато́нович Ло́сев (16 января 1878, Фролово, Усть-Медведицкий округ, область Войска Донского, Российская империя — 27 мая 1963, Москва) — крупный советский учёный-химик, профессор, доктор технических наук. Заслуженный деятель науки и техники РСФСР.

## Биография
Сын казака Области Войска Донского. С 1899 г. принимал участие в революционных семинарских кружках Новочеркасска, за выступление на митинге был исключен из школы. В 1900 г. в Ростове-на-Дону вступил в социал-демократическую организацию, как пропагандист вёл работу среди рабочих ростовских железнодорожных мастерских.
В 1901—1906 г. вел партийную работу в Усть-Медведицком округе. От грозившего ареста скрылся в Казани, где в конце лета 1906 г. был ответственным военным организатором РСДРП(б). В ноябре 1906 г. участвовал в Таммерфорской конференции военных и боевых организаций, где выступал с докладом о деятельности казанской военной организации.
В 1909 г. Судебной палатой приговорен к году крепости по делу Усть-Медведицкого округа, наказание отбыл в Канской тюрьме.
От партийной деятельности отошёл. В 1914 году окончил Казанский университет. Ученик академика Павла Полиевктовича Шорыгина (реакция Шорыгина). Наряду с лауреатом Госпремии профессором Г. С. Петровым является одним из создателей первых отечественных пластмасс. Заложил основы промышленного синтеза поливинилхлорида.
С 1923 года преподавал в Московском химико-технологическом институте имени Д. И. Менделеева), основатель и руководитель кафедр химической технологии пластических масс (1932) и технологии высокомолекулярных соединений (1948). В 1944—1947 гг. — декан специального (№138) факультета Московского химико-технологического института имени Д. И. Менделеева.
Наряду с МХТИ преподавал и заведовал кафедрой пласстических масс в Московском Авиационном Технологическом Институте (МАТИ) имени К. Э. Циолковского (1943—1961). Работал в Научно-исследовательском институте пластических масс (НИИПМ). Первый Председатель Правления Всесоюзного Химического Общества (ВХО) им. Д. И. Менделеева и его президент (1956—1963).

## Награды
- Два ордена Ленина;
- орден Трудового Красного Знамени;
- орден Знак Почёта
- медали.

## Публикации
- Лосев, И. П. Введение в химию искусственных смол и пластических масс / И. П. Лосев, Г. С. Петров. — М. : ОНТИ НКТП СССР. Гл. ред. хим. лит., 1938. — 214, [2] с. : ил., табл.
- Лосев, И. П. Химия искусственных смол / И. П. Лосев, Г. С. Петров. — М. : Госхимиздат, 1951. — 432 с.
- Лосев, И. П. Химия синтетических полимеров / И. П. Лосев, Е. Б. Тростянская. — 3-е изд. — М. : Химия, 1971. — 617 с.